# Confederația Europeană de Scrimă
Confederația Europeană de Scrimă (în engleză European Fencing Confederation, prescurtată EFC; în franceză Confédération européenne d'escrime, prescurtată CEE) este un organism european care își propune să promoveze scrima în Europa. 
A fost înființată în anul 1991 la Viena în Austria sub denumirea franceză de „Union Européenne d'Escrime” („Uniunea Europeană de Scrimă”). În anul 1997 a fost schimbată denumirea în cea actuală în franceză și în engleză. Constituită în prezent din 40 de federații membre, acoperă cel mai mare număr de sportivi legitimați dintre toate federații continentale în Federația Internațională de Scrimă. Din 2016 este condusă de rusul Stanislav Pozdniakov, care l-a succedat pe cehul František Janda.

## Federații afiliate
În 2015 sunt 45 de federații afiliate la Confederația Europeană de Scrimă, care cuprinde 2580 de cluburi, în care figurează 25.099 de sportivi.
- Albania
- Armenia
- Austria
- Azerbaidjan
- Belgia
- Belarus
- Bulgaria
- Cipru
- Cehia
- Croația
- Danemarca
- Spania
- Estonia
- Finlanda
- Franța
- Elveția
- Georgia
- Germania
- Grecia
- Ungaria
- Irlanda
- Islanda
- Israel
- Italia
- Letonia
- Lituania
- Luxemburg
- Marea Britanie
- Macedonia de Nord
- Malta
- Republica Moldova
- Monaco
- Norvegia
- Țările de Jos
- Polonia
- Portugalia
- România
- Rusia
- San Marino
- Serbia
- Slovacia
- Slovenia
- Suedia
- Turcia
- Ucraina

## Competiții organizate
- Campionatul European de Scrimă pentru cadeți (U17)- din 2007
- Campionatul European de Scrimă pentru juniori (U20) - din 1993
- Campionatul European de Scrimă pentru tineret (U23) - din 2008
- Campionatul European de Scrimă pentru seniori - din 1981
- Campionatul European de Scrimă pentru veterani (+40) - din ?

## Legături externe
Materiale media legate de Confederația Europeană de Scrimă la Wikimedia Commons
- Site web oficial